# Serixia thailandensis
Serixia thailandensis är en skalbaggsart som beskrevs av Stefan von Breuning och Chûjô 1962. Serixia thailandensis ingår i släktet Serixia och familjen långhorningar. Inga underarter finns listade i Catalogue of Life.